# Зграда у Темеринској улици бр. 1 у Новом Саду
Зграда у Темеринској улици бр. 1 у Новом Саду представља непокретно културно добро као споменик културе.
Зграду је саградио 1902. године, велепоседник Лазар Дунђерски, према пројекту Имре Kварцвегера. Пространи објекат у којем се некада налазила кафана „Три круне” изграђен је на самом почетку, некад руралног дела града (Салајка), на месту где су се спајали најважнији путни правци који су водили на север (пут за Темерин и Сегедин). Данашњом трасом Темеринске улице и пре настанка града, водио је пут који је повезивао Будимпешту са Београдом. То је био континуирани правац који је даље, водио ка Цариграду и на тој важној путној комуникацији, ова кафана је била једно од стотину стајалишта.

## Архитектура зграде
Зграда је високопартерна грађевина, архитектонски обликована са одликама еклектичког стила, са наглашено дугачким крилима и улазом на одсеченом делу, оставља утисак импозантности. Том утиску доприносе и низови многобројних полукружних отвора, изведених у две величине и у правилном ритму. Равне фасаде површине су малтерисане са мотивом имитације каменог слога, ради постизања раскошног изгледа. Улаз је фланкиран са два импозантна пиластра и надвишен је једноставном неокласицистичком атиком у чијем пољу је композиција два лава са монограмом XЦ. Иако је ентеријер некада познате новосадске кафане преуређен, спољни изглед објекта није мењан и данас сведочи о оргиналном архитектонском решењу спроведеном за потребе кафане с краја 19. века.